# Kanton Rémalard
Kanton Rémalard (francouzsky Canton de Rémalard) byl francouzský kanton v departementu Orne v regionu Dolní Normandie. Tvořilo ho 12 obcí. Zrušen byl po reformě kantonů 2014.

## Obce kantonu
- Bellou-sur-Huisne
- Boissy-Maugis
- Bretoncelles
- Condeau
- Condé-sur-Huisne
- Coulonges-les-Sablons
- Dorceau
- La Madeleine-Bouvet
- Maison-Maugis
- Moutiers-au-Perche
- Rémalard
- Saint-Germain-des-Grois